# Central City (Pennsylvania)
Central City è un comune (borough) degli Stati Uniti d'America, situato nello stato della Pennsylvania, nella contea di Somerset.